# Stenoniscus pleonalis
Stenoniscus pleonalis is een pissebed uit de familie Stenoniscidae. De wetenschappelijke naam van de soort is voor het eerst geldig gepubliceerd in 1890 door Aubert & Adrien Dollfus.